# Daanbantayan
Daanbantayan è una municipalità di prima classe delle Filippine, situata nella Provincia di Cebu, nella Regione del Visayas Centrale.
Daanbantayan è formata da 20 baranggay:
- Aguho
- Bagay
- Bakhawan
- Bateria
- Bitoon
- Calape
- Carnaza
- Dalingding
- Lanao
- Logon
- Malbago
- Malingin
- Maya
- Pajo
- Paypay
- Poblacion
- Talisay
- Tapilon
- Tinubdan
- Tominjao